# Cuspidogalumna areolata
Cuspidogalumna areolata är en kvalsterart som beskrevs av František Starý 2005. Cuspidogalumna areolata ingår i släktet Cuspidogalumna och familjen Galumnidae. Inga underarter finns listade i Catalogue of Life.